# Peshkash
El peshkash (/peɪʃˈkaʃ/ /peɪʃˈkʌʃ/) és el nom que rebia una multa, impost o tribut a Pèrsia, l'Índia i l'Imperi Otomà. Sovint es tractava d'una multa o d'un impost donat a les autoritats per la percepció d'uns ingressos.
L'origen del mot és de principis del segle XVII i prové de l'urdú pēškaš i del seu ètim en persa original pēškaš (persa actualː piškiš) per a referir-se a un regal presentat per un inferior a un superiorː "tribut de" (peš), davant el terme kaš- (persa kiš-) "tirar endavant".